# Federazione calcistica dell'Irlanda
La Football Association of Ireland, indicata spesso con l'acronimo FAI (in irlandese Cumann Peile na h-Éireann) è l'organismo di governo del calcio nella Repubblica d'Irlanda.
Ha sede a Dublino e fu fondata nel 1921.
Non va confusa con l'Irish Football Association (IFA), che è, invece, la federazione nordirlandese.
Le formazioni di club e la Nazionale irlandese partecipano alle competizioni continentali della UEFA.

## Il calcio in Irlanda
Sebbene non sia lo sport più seguito in Irlanda, nettamente superato come utenza dagli sport gaelici (calcio gaelico, hurling e camogie) e dal rugby, il calcio rimane uno dei più apprezzati della nazione. Praticato diffusamente da giovani e non anche per la presenza nell'isola di spazi aperti e prati naturali tutto l'anno, il calcio è giocato anche da donne non esclusivamente separate dagli uomini.
Se questa è la situazione del calcio amatoriale e dilettantistico, lo stesso non si può dire del calcio professionistico, sia a livello di seguito che di professionalità. Il pubblico preferisce infatti seguire i vicini campionati inglese e scozzese e specialmente la squadra del Celtic (anche se pure il Liverpool ha un discreto seguito). Per quel che riguarda i club, sono allo stato attuale soltanto 19 quelli professionistici, distribuiti in sole due divisioni. Difficilmente gli impianti che ospitano le partite superano i 15.000, a volte nemmeno 10.000. Delle 19 squadre, ben 5 sono di Dublino, ed inoltre varie formazioni sono nient'altro che associazioni di settori della popolazione, con l'esempio più eclatante dell'UCD che è gestito dagli studenti universitari dell'University College. Al di fuori della capitale, a parte il caso dei Finn Harps, ci sono realtà solo nelle città di rilievo, e non senza difficoltà visto che lo Sligo Rovers è gestito direttamente dalla popolazione.

## Organizzazione

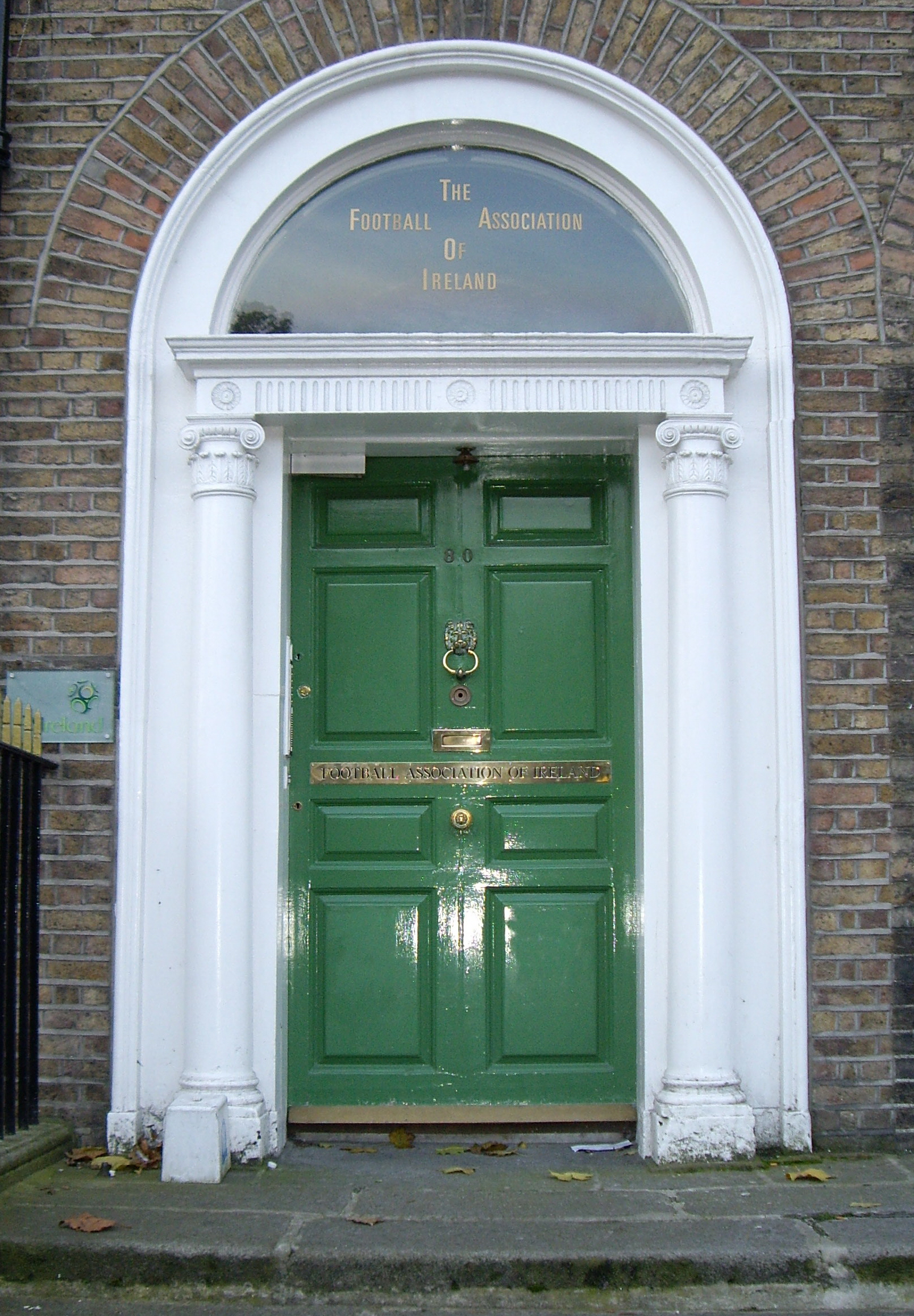
La storica porta verde degli uffici della FAI al numero 80 di Merrion Square, Dublino.

La FAI ha una Commissione Esecutiva di membri non pagati sotto un Presidente, così come uno staff amministrativo pagato sotto un Segretario Generale. C'è anche un Consiglio Generale di delegati che vota all'AGM. Oltre a membri dei club professionistici, il Consiglio Generale include un numero svariato di organizzazioni affiliate:
- Federazioni Provinciali per Leinster, Munster, Connacht ed Ulster (quest'ultima ovviamente solo per le 3 contee che non sono in Irlanda del Nord).
- Associazioni separate per l'educazione nelle primary schools, secondary schools, università ed altri istituti di terzo livello
- Campionati giovanili
- Women's FAI
- Arbitri
- Defence Forces

La struttura ha subìto spesso varie critiche per la non necessaria complicatezza, che ha spesso provocato guerre intestine e contrasti tra vari settori ed affiliati spesso adoperati per gli stessi compiti. La League of Ireland, che aveva importanza notevole nella FAI prima del 2006, si è fusa con la stessa federazione, divenendo quindi FAI League of Ireland.

## Attività

Logo fino al 2023

### Competizioni
- Campionato irlandese di calcio
  - Premier Division
  - First Division
- FAI Cup
- League of Ireland Cup
- Setanta Sports Cup (organizzata insieme all'Irish Football Association)
- FAI Futsal Cup